# Francesco Biasci
Francesco Biasci (...) è un astronomo amatoriale italiano.
Il Minor Planet Center lo accredita per la scoperta dell'asteroide 331011 Peccioli, effettuata il 26 ottobre 2009 in collaborazione con Paolo Bacci.